# Wacław Ibiański

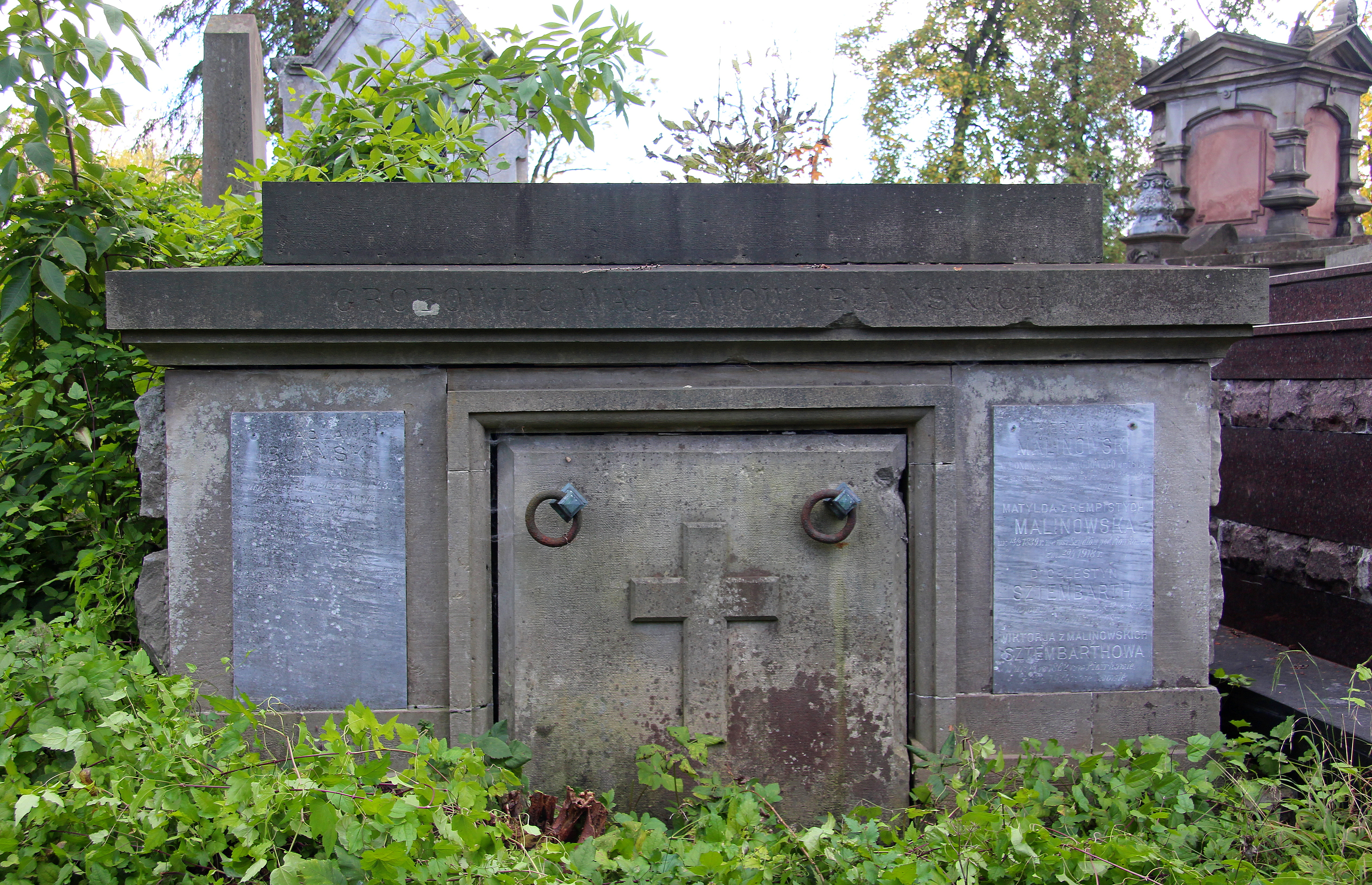
Grób Ibiańskich na Cmentarzu Łyczakowskim we Lwowie.

Wacław Ibiański, pseudonim Robak (ur. 1843 w Bakojciach na Litwie, zm. 9 listopada 1893 we Lwowie) – polski powstaniec styczniowy, inżynier budowy dróg i mostów.

## Życiorys
Studiował inżynierię w Petersburgu. Po studiach udał się na emigrację do Włoch i został tam adeptem Polskiej Szkoły Wojskowej. W czasie powstania styczniowego walczył w oddziale ks. Antoniego Mackiewicza, a następnie pod pseudonimem Robak dowodził oddziałem w powiecie kowieńskim. Brał udział m.in. w bitwach pod Sesikami, Różą i Ibianami.
Po upadku powstania kształcił się na politechnice w Zurychu. Potem pracował przy budowie kolei na Węgrzech, a następnie w Galicji. Ok. 1877 roku założył własne przedsiębiorstwo budowy mostów. Jako pierwszy w Galicji zastosował w budownictwie mieszkalnym żelbetowe stropy. Opracował nowy typ drewnianych mostów kratowych. Wybudował mosty m.in. na drogach Zakliczyn — Niedzica nad Dunajcem (1878), Jarosław — Bełżec nad Sanem (1885; największy z nich – rozpiętość każdego z pól mostowych wynosiła po 44 m), Krościenko – Szczawnica nad Dunajcem (1886), Słotwina – Sącz nad Dunajcem (1891). Przesklepił także rzekę Pełtew na terenie Lwowa. W 1892 roku rozpoczął budowę fabryki sadzy z gazu wydobywanego z odpadków naftowych; zmarł w trakcie budowy rok później. Pochowany został na Cmentarzu Łyczakowskim we Lwowie.